# Andrej Parfenov
Andrej Parfenov, född 17 december 1987, är en rysk längdskidåkare som debuterade i världscupen den 27 oktober 2007 i Düsseldorf, Tyskland. Hans första världscupseger vann han i teamsprint tillsammans med Gleb Retivych den 5 februari 2017 i Pyeongchang, Sydkorea.